# Alcis ochrolaria
Alcis ochrolaria là một loài bướm đêm trong họ Geometridae.